# Josef Rudolf Lewy
Josef Rudolf Lewy (* 2. April 1802 in Nancy; † 19. Februar 1881 in Serkowitz, heute Radebeul; auch Josef Rudolf Lewy-Hoffmann) war ein französisch-deutscher Musiker (Ventilhorn) und Komponist. Er war der jüngere Bruder von Eduard Constantin Lewy (1796–1846).

Lewy 1836

## Leben
Joseph Rodolphe (später Josef Rudolf oder Joseph Rudolph) Lewy wuchs zusammen mit seinem älteren Bruder Eduard Constantin bei seinem Vater auf, einem Violoncellisten in der Kapelle des Herzogs von Zweibrücken. Er studierte wie sein Bruder am Konservatorium in Paris in der Hornklasse von Frédéric Duvernoy.
Sein Bruder holte ihn als Bratschist und Hornist nach Basel, von wo er auf Empfehlung von Peter Joseph von Lindpaintner als Hornist in die königliche Kapelle in Stuttgart wechselte. Sein Bruder wiederum veranlasste ihn 1826 zum Wechsel in das kaiserliche Hofopernorchester in Wien. Dort erregten die beiden Brüder „Aufsehen durch ihr treffliches Zusammenspiel“.
Mit Beginn der 1830er Jahre gab Josef Rudolf seine feste Anstellung auf und reiste durch Europa, so kam er nach Deutschland, England, Frankreich und Schweden, wo er in Stockholm als Musikdirector „bei der Flotte“ ausgezeichnet wurde. Im Jahr 1837 wurde Lewy nach Dresden berufen, wo er als erster Hornist in der königlichen Kapelle unter Kapellmeister Richard Wagner spielte.
Im Jahr 1851 ließ sich Lewy pensionieren und lebte fortan in der „Oberlößnitz“, genauer in der Gemeinde Serkowitz, heute ein Stadtteil von Radebeul, wobei er seinen Namen um den Geburtsnamen seiner Ehefrau Laura Caroline zu Lewy-Hoffmann erweiterte. Das Domizil des Künstlers war die Villa in der Hoflößnitzstraße 4.
Lewys Kompositionen erschienen bei Kistner sowie Breitkopf & Härtel in Leipzig, bei Diabelli, Maximilian Josef Leidesdorf und Müller in Wien. Zwölf seiner Etüden für das einfache wie auch das chromatische Horn wurden in der Neuen Zeitschrift für Musik, Ausgabe Nr. 50 von 1849, lobend erwähnt. Nach Lewys Tod verbreiteten etliche Zeitungen, einschließlich musikalischer Fachblätter, die Nachricht, er habe das chromatische Waldhorn erfunden. Eine Falschmeldung, der Autor Fürstenau stellt dies in seinem Artikel schon im nächsten Satz klar.
Lewy gehörte jedoch zu den ersten Hornvirtuosen, welche das Ventilhorn einsetzten, und gilt als ein Wegbereiter dieses neuen Instruments. Viele seiner Kompositionen sind für das Ventilhorn komponiert.

## Werke
- Grand Duo op. 6 für Horn und Klavier
- Das Körbchen & Freundschaft oder Liebe op. 7 – zwei Lieder für Singstimme, Horn und Klavier
- Divertissement op. 11 (über Themen aus der Oper Les Huguenots von Giacomo Meyerbeer) für Horn und Klavier
- Morceau de Salon op. 12 (über Themen aus der Oper I puritani von Vincenzo Bellini) für Horn und Klavier
- Divertissement op. 13 (über Themen von Franz Schubert) für Horn und Klavier
- 12 Etüden für Horn mit Begleitung des Klaviers
- Concertino für Horn und Orchester